# State Farm Stadium
Lo State Farm Stadium, fino al settembre del 2018 noto come University of Phoenix Stadium, è uno stadio situato a Glendale, Arizona che ospita le gare casalinghe degli Arizona Cardinals della NFL.
L'impianto è stato sede del Super Bowl XLII nel 2008, del Super Bowl XLIX nel 2015 e del Super Bowl LVII nel 2023. Oltre che di Wrestlemania XXVI, il più importante evento pay-per-view della WWE, nel 2010.
Nel 2015 nell'impianto si sono svolte due incontri Gold Cup e nel 2016 tre partite dell'edizione del centenario della Copa América.

## Eventi sportivi

### Super Bowl
| Data             | Super Bowl | Squadra numero 1     | Risultato | Squadra numero 2     | Spettatori |
| ---------------- | ---------- | -------------------- | --------- | -------------------- | ---------- |
| 3 febbraio 2008  | XLII       | New York Giants      | 17 - 14   | New England Patriots | 71101      |
| 1º febbraio 2015 | XLIX       | New England Patriots | 28 - 24   | Seattle Seahawks     | 70288      |
| 12 febbraio 2023 | LVII       | Kansas City Chiefs   | 38 - 35   | Philadelphia Eagles  | 67825      |

### CONCACAF Gold Cup 2015
| Data           | Ora (UTC-7) | Squadra numero 1  | Risultato | Squadra numero 2 | Fase del torneo | Spettatori |
| -------------- | ----------- | ----------------- | --------- | ---------------- | --------------- | ---------- |
| 12 luglio 2015 | 16.30       | Trinidad e Tobago | 2–0       | Cuba             | Gruppo C        | 44.008     |
| 12 luglio 2015 | 19.00       | Guatemala         | 0–0       | Messico          | Gruppo C        | 33.284     |

### Copa América Centenario
| Data           | Ora (UTC-7) | Squadra numero 1 | Risultato | Squadra numero 2 | Fase del torneo    | Spettatori |
| -------------- | ----------- | ---------------- | --------- | ---------------- | ------------------ | ---------- |
| 5 giugno 2016  | 17:00       | Messico          | 3 - 1     | Uruguay          | Gruppo C           | 60 025     |
| 12 giugno 2016 | 19:00       | Ecuador          | 2 - 2     | Perù             | Gruppo B           | 11 937     |
| 25 giugno 2016 | 19:00       | Stati Uniti      | 0 - 1     | Colombia         | Finale 3º/4º posto | 29 041     |